# Charli XCX
Шарлотта Емма Ейчісон (англ. Charlotte Emma Aitchison, нар. 2 серпня 1992), відома як Charli XCX — англійська співачка, авторка пісень та продюсерка.
Народилась у Кембриджі, виросла у Старт Гіллі, Ессекс, де почала публікувати пісні на Myspace у 2008 році. Виступала на складських рейвах та вечірках, а в 2010 році підписала контракт з лейблом Asylum Records та випустила серію синглів та мікстейпів у 2011—2012.
У 2013 році Charli XCX здобула світову славу, записавши з колективом Icona Pop трек «I Love It», який став міжнародним хітом, досягнувши топ-10 у чартах Північної Америки та Європи. Її дебютний студійний альбом True Romance (2013) вийшов того ж року, отримавши позитивні оцінки від критиків, проте не виправдав комерційних очікувань. 2014 року вона виконала приспів і гук у треку «Fancy» реперки Іггі Азалії, який став одним із найбільш продаваних синглів року у всьому світі та був номінований на дві премії «Греммі». Того ж року вона випустила перший сольний хіт «Boom Clap», що став її третім (першим сольним) синглом у першій десятці чарту Billboard Hot 100. Її другий студійний панковий альбом Sucker вийшов наприкінці року і включав успішні сингли «Break the Rules» та «Doing It».
У 2015 році Charlie XCX почала співпрацювати з продюсерами та артистами британського колективу PC Music діджея A. G. Cook, а також з продюсеркою Sophie, створюючи експериментальніше звучання та імідж. Працюючи над своїм третім альбомом, вона випустила мініальбом Vroom Vroom у 2016 році та мікстрейпи Number 1 Angel та Pop 2 у 2017 році, а також серію синглів, серед яких сертифіковані Британською асоціацією виробників фонограм як срібні «After the Afterparty», «Boys» та «1999». 2019 року Charli XCX випустила свій третій студійний альбом Charli.
У 2023 році вона випустила саундтрек «Speed Drive» до фільму "Барбі" в рамках збірного альбому "Barbie the Album". У 2024 році Charli XCX випустила свій шостий студійний альбом Brat, який отримав схвальні відгуки критиків.
Окрім сольної роботи, Charli XCX написала пісні для інших артистів, зокрема, для Іггі Азалії «Beg for It» (2014), Селени Гомес «Same Old Love» (2015), Blondie «Tonight» (2017) та Шона Мендеса і Камілою Кабельйо, «Señorita» (2019).

## Юність
Шарлотта Емма Ейчісон народилася 2 серпня 1992 року в Кембриджі, Англія. Її батько, Джон Ейчісон — шотландський підприємець і колишній шоубукер, а її мати, Шамера, — індійка гуджараті, колишня медсестра та стюардеса, яка народилася і виросла в Уганді. Чарлі виховувалася в Старт Гіллі, Ессекс, і відвідувала Бішопський коледж в Стортфорді в сусідньому Бішопс Стортфорд. У той час як її батьки були не дуже музичними, вона з раннього віку демонструвала прихильність до музики, цікавлячись попзірками, такими як Spice Girls та Брітні Спірс. Пісні вона почала писати, коли їй було чотирнадцять років, написавши першу пісню «Fish and Chips Shop» (укр. Магазин риби й чипсів).
У чотирнадцять років вона переконувала своїх батьків дати їй позику на запис свого першого альбому 14, а на початку 2008 року почала публікувати пісні з альбому, а також численні інші демозаписи, на своїй сторінці у Myspace. Це привернуло увагу промоутера, який проводив численні нелегальні складські рейви та вечірки у східному Лондоні, який запросив її виступити. Її зазначали на листівках із анонсом вечірок під сценічним прізвищем Charli XCX, що було її нікнеймом у MSN Messenger, коли вона була молодшою. Попри незаконний характер концертів, її батьки підтримували її кар'єру та відвідували кілька рейвів, на яких вона виступала. Наприкінці 2008 року, поки альбом 14 не було випущено, вона випустила два сингли «!Franchesckaar!» і диск з двома синглами «Emelline»/«Art Bitch» з лейблом Orgy Music. З тих пір вона часто висловлює неприязнь до своєї музики того часу, називаючи її навіть «химерними танцювальними треками» та «чортовою страшною музикою MySpace». У вісімнадцять років Чарлі переїхала до Лондона, щоб отримати ступінь образотворчого мистецтва в школі образотворчого мистецтва у Слейдській школі образотворчого мистецтва Університетського коледжу Лондона, але на другому курсі полишила навчання.

## Кар'єра

### 2009—2013: Початок кар'єри таTrue Romance
У 2010 році Charli XCX підписала контракт із лейблом Asylum Records. Пізніше вона назвала себе «втраченою». В інтерв'ю Гардіану Charli XCX сказала: «Я ще була у школі, я просто вийшла із цієї дивної сцени захоплення, і я не була дуже впевнена, що з цим робити. І коли я підписала контракт, я ненавиділа попмузику; я хотіла робити погану репмузику. Я не знала, хто я. Я не знала, що мені подобається. Хоча я і підписалася під цим, я все ще з'ясовую це для себе». Врешті-решт вона полетіла до Лос-Анджелеса, щоб задовольнити продюсерів, і усвідомила, що «не працює для себе», поки не познайомилася з американським продюсером Аріелем Рехтсхаїдом. Вони провели двогодинний сеанс і в цей час написали пісню «Stay Away». Вона сказала, що тоді «все почало збиратися докупи». На початку 2011 року вона взяла участь у записі синглу Alex Metric «End of the World». Вона покинула навчання під час другого курсу магістратури Слейдської школи образотворчого мистецтва, щоб зосередитись на своїй музичній кар'єрі, а в травні та листопаді 2011 року вона випустила сингли «Stay Away» та «Nuclear Seasons» і привернула увагу музичного вебсайту Pitchfork, від якого вона здобула нагороду «Найкращий новий трек» за обидві пісні; врешті-решт вони потрапили до списку сайту «Найкращі треки 2011 року».
Окрім Рехтсхаїда, вона почала співпрацювати зі шведським продюсером Патріком Бергером. Він надіслав їй два біти, і вона швидко написала до них пісні, один з яких став треком «I Love It», а другий — «You're the One». Вона заявила, що не змогла випустити «I Love It» сама, оскільки їй не подобалося її звучання, але в 2012 році шведський дует Icona Pop записав цю пісню і випустив її як сингл, в якому звучить вокал Charli XCX. Пісня стала міжнародним хітом, потрапивши посівши першу сходинку чарту у рідній країні Чарлі та піднявшись до 7 сходинки американського чарту Billboard Hot 100 у 2013 році. У червні вона випустила «You the One» як сингл з її однойменного мініальбому, після чого вийшов її дебютний мікстейп Heartbreaks and Earthquakes, до якого увійшоло вісім пісень, зокрема, кавер пісні Blood Orange «Champagne Coast» та ремікс Odd Future «You're the One». У вересні вона випустила відео на пісню «So Far Away», а на Гелловін вона випустила нову пісню «Cloud Aura» за участі Brooke Candy, після якої вийшов її другий мікстейп Super Ultra, який вийшов суто на її вебсайті у листопаді. На початку 2013 року вона випустила сингл «You (Ha Ha Ha)» і анонсувала вихід дебютного альбом, після чого в березні випустила пісню «What I Like».
Альбом True Romance вийшов у квітні 2013 року. Він піднявся до 85 сходинки чарту UK Albums Chart, та п'ятої сходинки чарту США Billboard Top Heatseekers, та до 11 сходинки австралійського чарту ARIA Charts. Альбом добре сприйняли музичні критики, отримавши 76/100 на вебсайті Metacritic, що присвоює оцінку на підставі 100 рецензій критиків, відзначивши, що альбом отримав «загалом схвальні відгуки». У травні вона випустила пісню з валійською пісняркою Marina and the Diamonds під назвою «Just Desserts», після чого, того ж місяця вийшло відео на пісню «Take My Hand».

### 2013—2015: Прорив таSucker

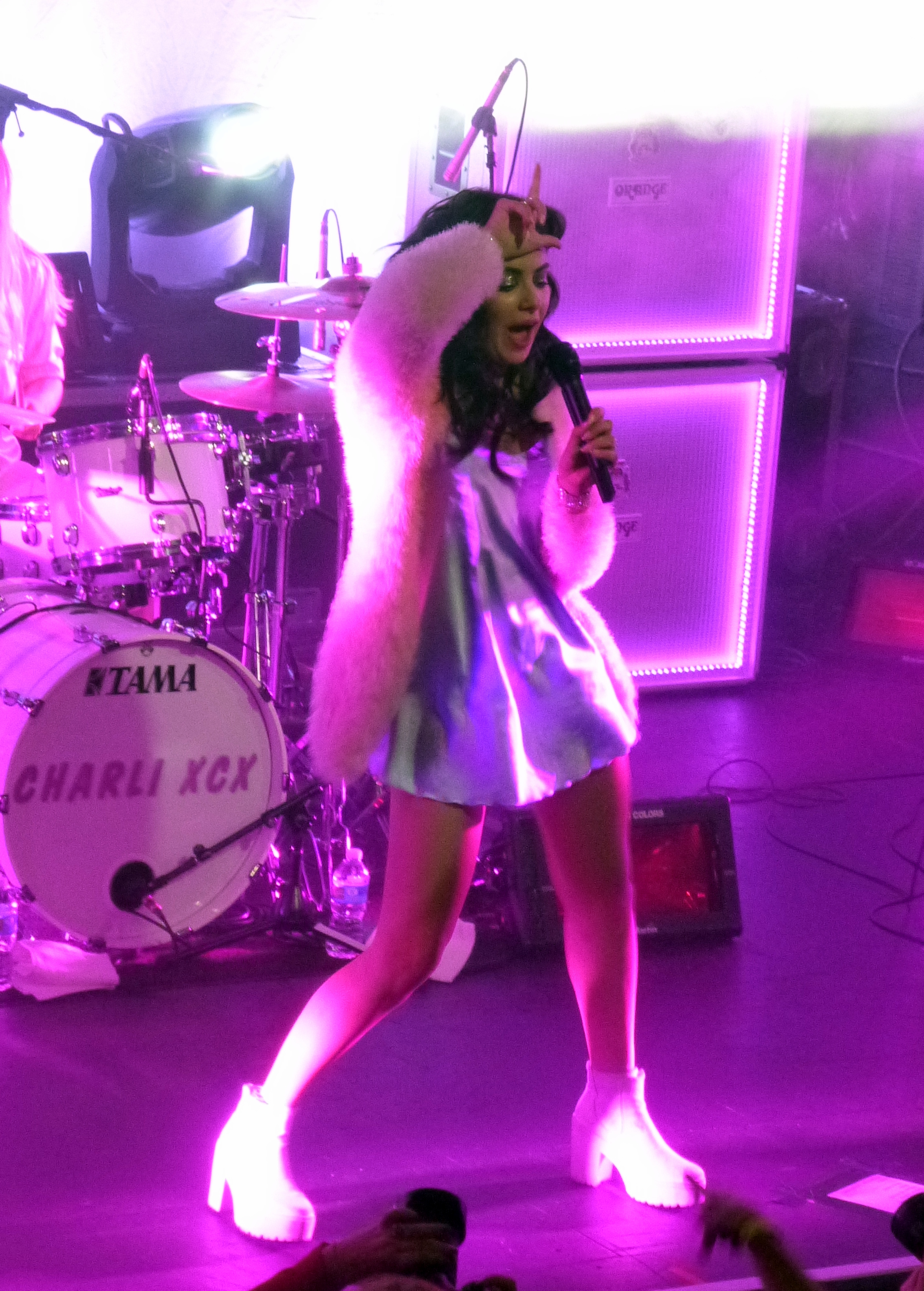
Charli XCX під час виступу у Детройті у 2014 році.

Charli XCX почала роботу над своїм другим альбом у середині 2013 року, розповівши, що спочатку хотіла поїхати в Індію для запису, але згодом вирішила, що хоче записатись у Франції, додавши: «Два місяці тому я хотіла поїхати до Індії та записати його, а тепер я хочу записати альбом у Франції. Тому я відчуваю, що нічого не визначено — як, тепер я відчуваю себе у певному місці. Але зараз моє серце налаштоване на поїздку до Франції та запис альбому, але це було десь два місяці тому, тож хто знає, що буде далі?» Розчарувавшись музичною індустрією, вона закінчила свою поїздку не у Франції, а у Швеції, ізолювавши себе від свого лейблу та зробила протягом місяця натхненний панк-роком альбом. Працюючи над альбомом з Патріком Бергером, вони зробили його в швидкому темпі, сказавши, що він "не продуманий, все насправді спонтанне […] Ми не думаємо — це як перше, що виходить з моїх уст та лягає на запис, " проте, зрештою, його змінили на більш попсово-орієнтований альбом. До альбому увійшла пісня «Mow That Lawn», яка представили наживо через рік на фестивалі Ilosaarirock у Фінляндії.
У кінці 2013 року «SuperLove» було випущений як провідний сингл альбому, і досяг шістдесят другої сходинки британського чарту UK Singles Chart, ставши першим сольним записом Charli XCX у чарті. У січні 2014 року вона випустила пісню «Allergic to Love» у своєму SoundCloud. Під час написання альбому вона проводила спільні сесії з фронтменом Weezer Ріверсом Куомом, Ростамом Батмангліджом із Vampire Weekend, продюсерським дуетом Stargate, Джоном Гіллом та Dr. Luke. В інтерв'ю журналу DIY вона заявила, що написала трек для дівчат і хоче, щоб вони відчували «почуття розширення можливостей». Charli XCX пояснила в своєму щоденнику з гастролей Replay Laserblast, що жанр запису все ще поп, але «дуже кричущий, дівчачо-сильний, жіночо-бандовий, Bow Wow Wow» одночасно. Вона також сказала в інтерв'ю Idolator, що на альбом вплинула музика The Hives, Weezer, Ramones та музика йе-йе 1960-х років. «SuperLove» врешті-решт було вилучено з альбому.
На початку 2014 року за її участі записано сингл австралійської реперки Іггі Азалії «Fancy»; трек очолив американський чарт Billboard Hot 100, ставши першим синглом Charli XCX на першій сходинці цього чарту. У цей період Charli XCX розширила свій портфель написаних пісень для інших артистів, ставши автором синглу Іггі Азалії «Beg for It», дебютного синглу Рін Вівер «OctaHate» та матеріалів для інших артистів, серед яких Скай Феррейра, Neon Jungle, Ріанна та Гвен Стефані. У середині 2014 року Charli XCX випустила пісню «Boom Clap» як саундтрек до фільму Винні зірки. «Boom Clap» сягнула восьмої сходинки американського чарту Billboard Hot 100 та шостої сходинки чарту Великої Британії, а в Австралії сингл був сертифікований як платиновий. В інтерв'ю Popjustice в червні вона заявила, що закінчила написання пісень і очікує, що альбом буде закінчений до кінця липня. У серпні, разом із виходом провідного синглу «Break the Rules», було анонсовано, що альбом Sucker буде випущений у жовтні. Вона сказала, що пісня вийшла після того, як вона зробила свій панкальбом у Швеції, коли «вийшла з іншого боку цієї панкфази і перевела її на щось більш попсове». Вона заявила, що альбом «очевидно, […] про те, щоби не трахати». Випуск альбому був відкладений на наступний місяць у зв'язку із успіхом «Boom Clap», і офіційно вийшов у грудні 2014 року в Північній Америці та лютому 2015 року в Європі. Він дебютував на 28 сходинці чарту на Billboard 200 у США, що зробив його першим альбомом Charli XCX, що увійшов до чарту, і на 15 сходинці чарту UK Albums Chart. Третій сингл альбому «Doing It», за участю британської співачки Ріти Ори, вийшов у лютому, і посів восьму сходинку у британського чарту UK Singles Chart.
Charli XCX виступала на розігрів європейського етапу світового концертного туру Кеті Перрі Prismatic World Tour 2015 року, стала гедлайнером власного концертного у Великій Британії, а також взяла участь у записі разом із R&B-артистом Тінаші синглу репера Ty Dolla Sign «Drop That Kitty». У травні 2015 року Charli XCX випустила «Famous», як четвертий сингл з альбому Sucker. Музичне відео на пісню було випущене в березні, і його оцінили журнал Тайм та вебсайт Pitchfork як 5-те та 19-те відео серед найкращих попмузичних кліпів року відповідно. У липні та серпні 2015 року Charli XCX був співгедлайнером американського туру Джека Антоноффа. 21 серпня вона повідомила, що з «особистих причин» запланована друга частина світового концертного туру не буде продовжена.

### 2015—2018:Vroom Vroom,Number 1 AngelтаPop 2

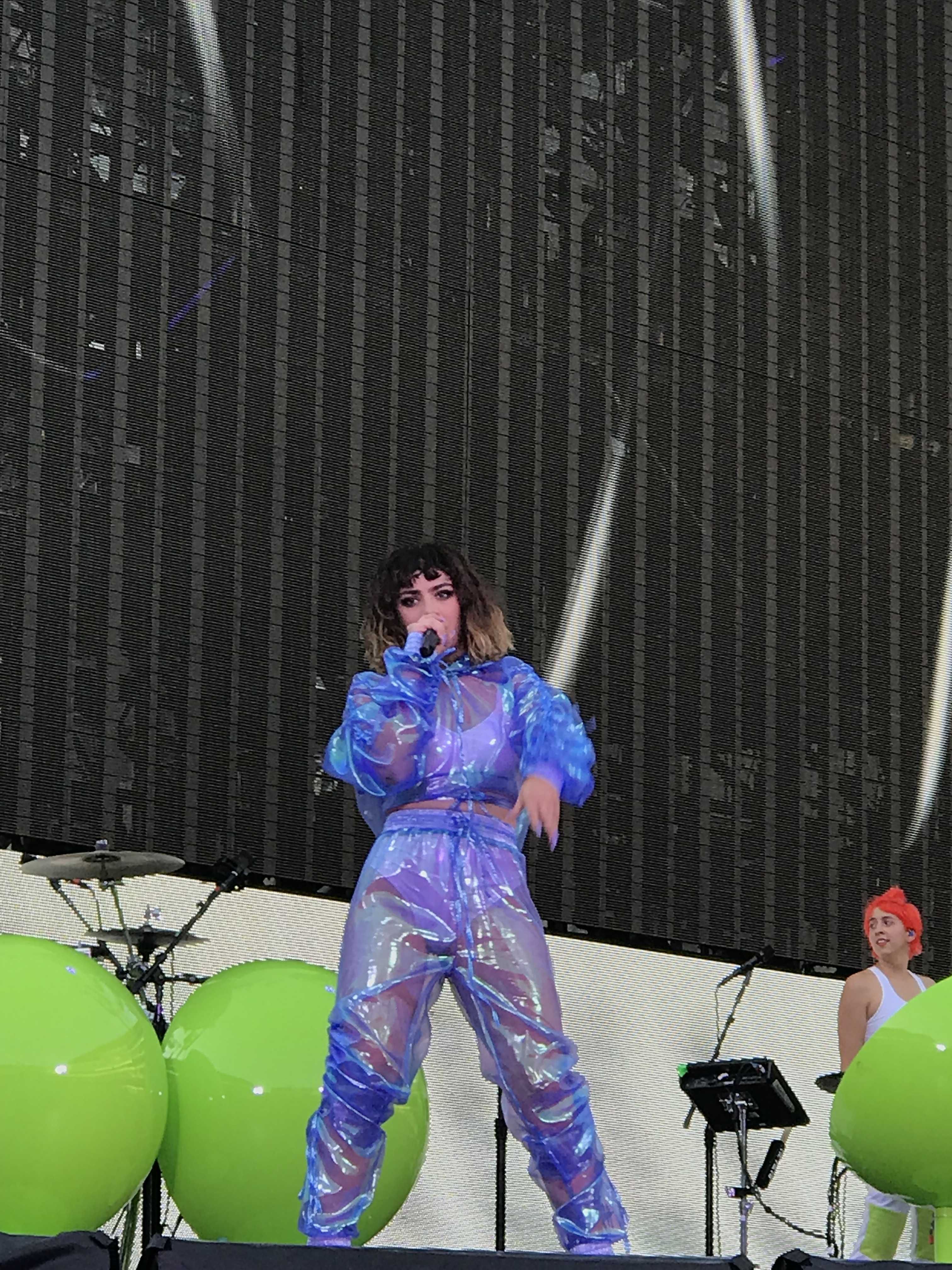
Charli XCX виступає під час концертного туру Тейлор Свіфт Reputation Stadium Tour у липні 2018

В інтерв'ю у липні 2015 року Charli XCX сказала, що працює над своїм третім альбомом, і описала його як «найпопсовіша річ і найелектронніша річ», яку вона коли-небудь робила. Шотландська продюсерка Sophie, разом з BloodPop та Stargate, підтвердили свою участь у роботі над альбомом. У жовтні 2015 року вона презентувала нову пісню «Vroom Vroom» на раді Beats 1, та заявила, що це буде перша пісня, випущена зі її третього студійного альбому. 23 лютого 2016 року було оголошено, що вона заснувала новий експериментальний лейбл поп-звукозапису Vroom Vroom Recordings, а 26 лютого 2016 року вона випустила мініальбом Vroom Vroom. Друга пісня мініальбому, «Trophy», вперше прозвучала тієї ж ночі на шоу Зейна Лоу в ефірі радіо Beats 1. Тоді ж стало відомо, що вона щомісяця також буде влаштовувати власне шоу на Beats 1. Vroom Vroom продюсувався переважно Софі в став своєрідним тизером третього студійного альбому Charli XCX. авантпопсовий мііальбом відзначився різким тонусом змісту, на відміну від її попереднього альбому і його випуск супроводжувався поляризаційними оглядами. Музичне відео на пісню «Vroom Vroom» вийшло 22 квітня 2016 року на платформі Apple Music.
У липні 2016 року стало відомо, що британський продюсер A. G. Cook, засновник лейблу звукозапису PC Music, став креативним директором Charli XCX. 28 жовтня 2016 року вийшов провідний сингл з її третього альбому «After the Afterparty». Через два дні було випущено музичне відео на пісню. Сингл посів 29 сходинку британського чарту UK Singles Chart та був сертифікований Британською асоціацією виробників фонограм як срібний сингл. 8 лютого 2017 року вона виконала її на шоу «Джиммі Кіммел наживо!» разом із новою піснею «Bounce» за участі Кярі Памю Памю. В інтерв'ю того ж місяця вона сказала, що робота над альбомом закінчена і він вийде у вересні. 10 березня 2017 року Charli XCX випустила міксейп Number 1 Angel, в якому був представлений лайнап запрошених співачок, таких як MØ, Raye, Starrah, Uffie, Abra та Cupcakke. Його переважно продюсували члени PC Music, зокрема A. G. Cook, EasyFun, а також Sophie.
17 березня 2017 року Mura Masa випустив свій сингл «1 Night», який він записав за участі Charli XCX. 26 липня 2017 року Charli XCX випустила сингл «Boys» разом із самостійно зрежисованим музичним відео, у якому знялися Джо Джонас та Брендон Урі; 27 липня він посів другу сходинку серед 25 найпопулярніших відео YouTube, зібравши майже два мільйони переглядів за 24 години. 6 серпня Charli XCX виступила на музичному фестивалі Lollapalooza 2017. 20 серпня 2017 року більшість третього студійного альбому Charli XCX просочилася у мережу, а решту треків потрапили у публічний доступ наступного року. Витік альбому з провідним синглом «After the Afterparty» призвів до скасування випуску третього студійного альбому, і Charli XCX вирішила переробити його на абсолютно новий альбом.
15 грудня 2017 року було випущено наступний після Number 1 Angel містейп Pop 2, до якого увійшли співпраці з Карлі Рей Джепсен, Туве Лу, Alma, Керолайн Полачек, Брук Кенді, Cupcakke, Паблло Віттарою, Доріаною Електрою, Mykki Blanco, Tommy Cash, Кім Петрас, Джей Пак та MØ. 15 березня 2018 року Charli XCX виступила з презентацією свого мікстейпу Pop 2 в Театрі Ель-Рей в Лос-Анджелесі.
З травня 2018 року Charli XCX почала виступати на розігріві концертного туру Тейлор Свіфт Reputation Stadium Tour разом з Камілою Кабельйо. З того часу вона випустила кілька синглів. 31 травня вона випустила «5 in the Morning», дебютувавши з ним на першому концерті туру Свіфт. 29 червня вона випустила сингли «Focus» та «No Angel». 27 липня вона випустила сингл «Girls Night Out», який раніше вона виконувала в прямому ефірі та він витік перед перм'єрою альбому у 2017 році.

### 2018–сьогодення:Charli

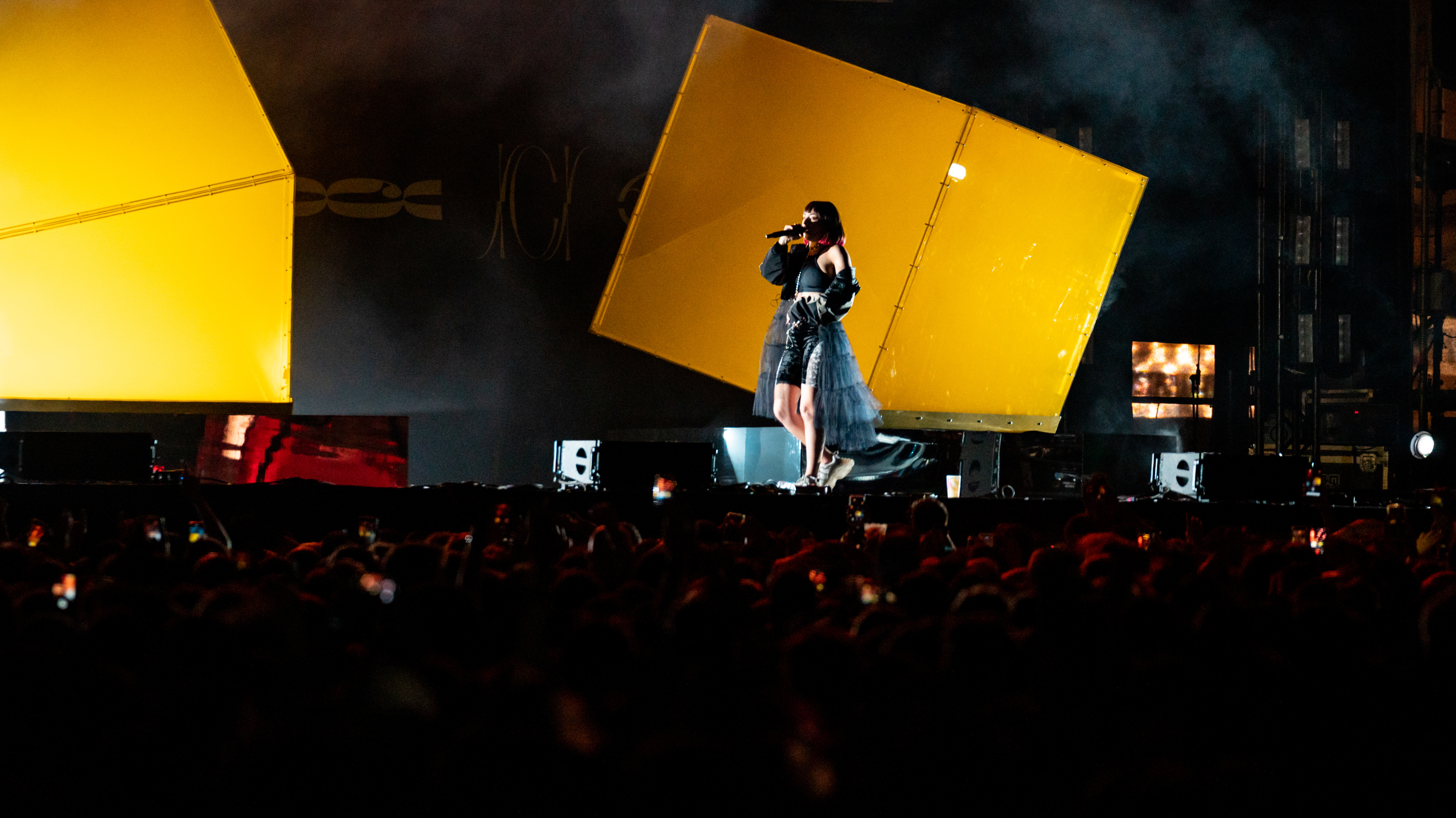
Charli XCX під час виступу на фестивалі у 2019

5 жовтня 2018 року Charli XCX випустила сингл «1999» з південноафрикансько-австралійським співаком Троєм Сіваном, як провідний сингл зі свого третього альбому Charli. Сингл досяг 13 сходинки британського чарту UK Singles Chart і став десятим синглом Charli XCX у топ-40 чарту, а також її першим синглом у топ-15 із 2015 року. Музичне відео на «1999» було випущене 11 жовтня, у ньому знялися Charli XCX та Сіван, та представлено різні згадки про попкультуру 1990-х років. Charli XCX взяла участь у записі альбому MØ Forever Neverland, записавши із співачкою пісню «If It's Over».
16 травня 2019 року Charli XCX випустила другий сингл із альбому Charli під назвою «Blame It on Your Love», за участю американської співачки та реперки Ліззо. Трек був написаний у Лос-Анджелесі і спродюсований Stargate за підтримки A. G. Cook та EasyFun. Елементи треку «Blame It on Your Love» були запозичені із попереднього релізу «Track 10», з її мікстейпу 2017 року Pop 2. 25 травня Charli XCX виступила на музичному фестивалі BBC Radio 1's Big Weekend. 30 травня вона із Christine and the Queens виконала нову пісню з альбому під назвою «Gone» на музичному фестивалі Primavera Sound у Барселоні. 30 травня Charli XCX представила спільну роботу із Diplo та Ерве Пейджем — пісню «Spicy». 3 червня вона повідомила, що записала ще одну пісню для альбому Charli з Троєм Сіваном, що стало їхнею другою співпрацею після «1999». Пісню, яку пізніше назвали «2099», вперше виконали наживо на фесивалі Go West Fest 6 червня у Wiltern, Лос-Анджелес. 7 червня Charli XCX випустила спільний із трек Джином, Чіміном та Чонгуком з південнокорейського бойсбенду BTS під назвою «Dream Glow», як саундтрек до майбутньої гри Netmarble — BTS World.
Подробиці про альбом Charli були розкриті компанією Amazon 13 червня. 17 липня вийшов третій сингл з альбому під назвою «Gone». Перший промосингл «Cross You Out» за участю Скай Феррейри вийшов 16 серпня, після чого вийшли другий, третій та четвертий промосингл: «Warm», за участю HAIM 30 серпня; «February 2017», із участю Clairo та Yaeji 6 вересня; та «2099» за участю Троя Сівана 10 вересня. Альбом виданий 13 вересня лейблами Asylum Records та Atlantic Records. До альбому увійшли 15 треків за участю Троя Сівана, Ліззо, Christine and the Queens, Скай Феррейри, Кім Петрас, Haim, Cupcakke, Брук Кенді, Паблло Віттарою, Біг Фріда, Tommy Cash, Clairo та Yaeji.
Під час пандемії коронавірусу 2019–20 років Charli XCX оголосила про випуск нового альбому How I'm Feeling Now. Запланований до виходу 15 травня 2020 року альбом — це спільна робота Charli XCX із шанувальниками, яких вона залучала у процесі запису. Випуску альбому передував вихід синглів «Forever» та «Claws».

## Артистичність

### Музичний стиль
Музичні критики описують музику Charli XCX різними термінами, серед яких денспоп, електропоп, поппанк та альтернативний поп. Її ранні записи описували як суміш дарквейву та вічхаузу. У міру розвитку її кар'єри вона демонструвала кілька інших музичних стилів, таких як готичний поп та синтіпоп у своєму дебютному альбомі, її другий альбом описували як поппанковий, з елементами панкроку, нової хвилі та паверпопу. Її останні проєкти досліджували авантпопсовий напрямок, Vroom Vroom містив елементи євроденсу, тим часом Number 1 Angel мав відчутний вплив трепу, R&B, електропопу, синтіпопу та експериментального попу. Голос Charli XCX порівнють з голосом Гвен Стефані та Marina and the Diamonds.

### Вплив
На музичний стиль Charli XCX вплинула творчість Брітні Спірс, Shampoo, No Doubt, The Donnas, Bikini Kill, Мартіки, Белінди Карлайл, The Cure, The Feminine Complex, Siouxsie and the Banshees, Донни Саммер, Меріліна Менсона, Bread, Spice Girls, All Saints, Uffie, Брук Кенді, Lil Wayne, Кейт Буш, Твін Пікс, Періс Гілтон, Justice, Crystal Castles, Кельвіна Гарріса, Б'єрк, Квентіна Тарантіно та Сьюзі С'ю. Вона назвала співачку Сьюзі С'ю її «героїнею», а Раанну — її «улюбленою поп-дівчиною». Музика The Hives, Weezer, Ramones і музика 1960-х років йе-йе вплинули на її другий альбом. Вона сказала, що «найкращі артисти — це ті, хто постійно змінюються — Мадонна, [Девід] Бові», і що вона «мріяла б співпрацювати з кимось таким, як Бьорк, Кейт Буш або навіть Діонн Ворвік».

## Особисте життя
Чарлі XCX каже, що відчуває акустико-колірну синестезію. Вона заявляє: «Я бачу музику в кольорах. Я люблю музику, чорну, рожеву, фіолетову або червону, але ненавиджу музику, яка зелена, жовта або коричнева». Вона вважає себе феміністкою і написала пісню «Body of My Own» (укр. Тіло моє) як феміністичну заяву. Вона також знялася у документальному фільмі Слово Ф та Я 2015 року про гендерну рівність, який вийшов на BBC Three.
Charli XCX раніше зустрічалася з режисером Раяном Ендрюсом. Charli декілька років зустрічалась з Геком Квангом. З 2022 року у стосунках з Джорджем Даніелем з гурту «The 1975». У листопаді 2023 року Чарлі повідомила про заручини Джорджем. Вона проживає у Лондоні та Лос-Анджелесі, Каліфорнія.  У липні 2025 року, Чарлі та  Джордж  одружилися. 

## Дискографія

### Студійні альбоми
- True Romance[en] (2013)
- Sucker[en] (2014)
- Charli[en] (2019)
- How I'm Feeling Now (2020)
- Crash (2022)
- Brat (2024)

## Концертні тури
Гедлайнер
- Girl Power North America Tour[en] (2014)
- Charli and Jack Do America Tour[en] (2015)
- Number 1 Angel Tour[en] (2017)
- Pop 2 Shows[en] (2018)
- Charli Live Tour[en] (2019)

Участь у концертах
- The Ting Tings — Show Us Yours Tour[en] (2011)
- Sleigh Bells[en] — (2012)
- Азілія Бенкс — Mermaid Ball (2012)
- Coldplay — Mylo Xyloto Tour[en] (2012)
- Еллі Голдінг — The Halcyon Days Tour[en] (2013)
- Marina and the Diamonds — The Lonely Hearts Club Tour[en] (2013)
- Paramore — The Self-Titled Tour[en] (2013)
- Кеті Перрі — Prismatic World Tour[en] (2015)
- Halsey — Hopeless Fountain Kingdom Tour[en] (2017)
- Sia — Nostalgic for the Present Tour[en] (2017)
- Тейлор Свіфт — Reputation Stadium Tour[en] (2018)

## Фільмографія

### Музичні відео
| Рік  | Пісня              | Артист(и)                                                      | Роль          | Примітки                          |
| ---- | ------------------ | -------------------------------------------------------------- | ------------- | --------------------------------- |
| 2016 | «I, U, US»         | Raye                                                           | Режисер       |                                   |
| 2017 | «Boys»             | Charli XCX                                                     | Режисер, себе | Співрежисер із Сарою Макколган    |
| 2017 | «Phases»           | Алма та Френч Монтана                                          | Режисер       |                                   |
| 2017 | «Dirty Sexy Money» | Девід Гетта та Афроджек за участю Charli XCX та Френча Монтани | Режисер, себе | Co-Співрежисер із Сарою Макколган |
| 2019 | «Win»              | Nasty Cherry                                                   | Режисер       |                                   |

### Фільми
| Рік  | Назва                                 | Роль   | Примітки               |
| ---- | ------------------------------------- | ------ | ---------------------- |
| 2015 | Слово Ф та Я                          | Камео  | Документальний фільм   |
| 2015 | Загублений на Півночі                 | Камео  | Короткометражний фільм |
| 2015 | The 1989 World Tour Live              | Камео  | Концертний фільм       |
| 2016 | Angry Birds у кіно                    | Віллов | Озвучка                |
| 2018 | Taylor Swift: Reputation Stadium Tour | Камео  | Концертний фільм       |
| 2019 | UglyDolls. Ляльки з характером        | Кітті  | Озвучка                |

### Телебачення
| Рік  | Назва                             | Роль                  | Примітки       |
| ---- | --------------------------------- | --------------------- | -------------- |
| 2014 | Суботнього вечора в прямому ефірі | Себе                  | Музичний гість |
| 2014 | Major Lazer                       | Леді Ванесса Ротшильд | 1 епізод       |
| 2014 | Пізнє шоу з Девідом Леттерманом   | Себе                  | Музичний гість |
| 2015 | The Ride: Charli XCX              | Себе                  | Головна роль   |
| 2015 | Шоу Грема Нортона                 | Себе                  | Музичний гість |
| 2015 | Джиммі Кіммел у прямому ефірі     | Себе                  | Музичний гість |
| 2017 | Celebrity Juice                   | Себе                  | 1 епізод       |
| 2018 | Битва фонограм                    | Себе — Суперник       | 1 епізод       |
| 2018 | Нічне шоу з Джиммі Феллоном       | Себе                  | Музичний гість |

## Виноски
1. ↑  XCX означає "Kiss Charli Kiss" (укр. Цілуй Чарлі Цілуй)